# Lokomotiva GG1

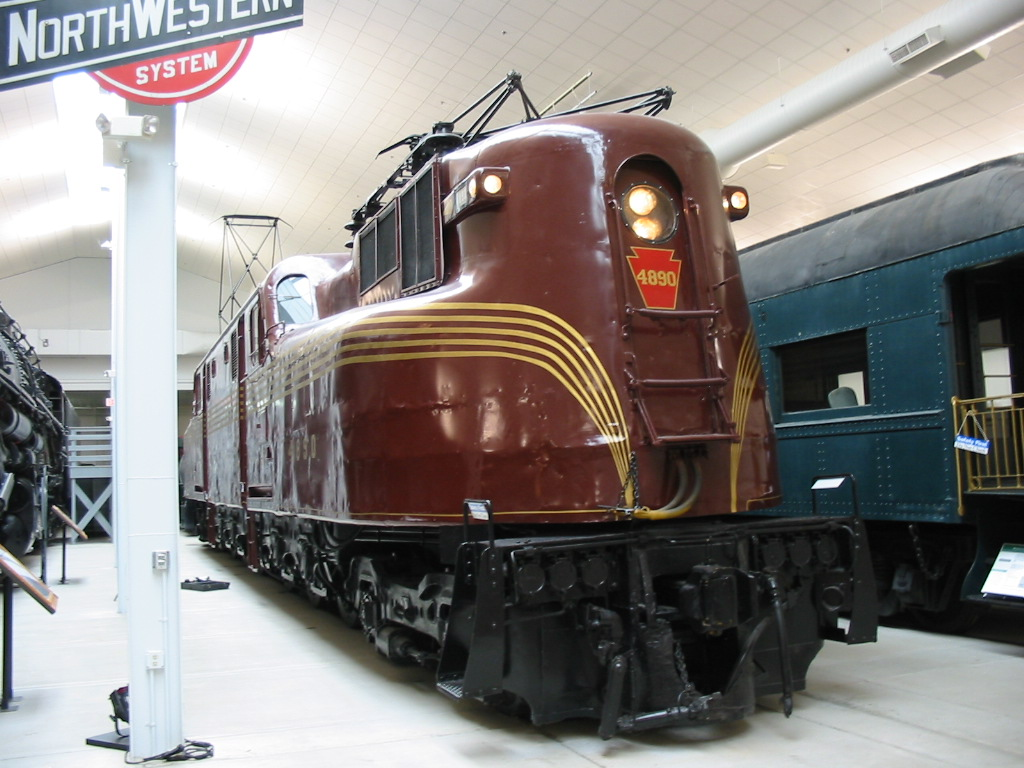
Lokomotiva GG1 č. 4890 vystavená v Národním železničním muzeu v Green Bay ve Wisconsinu

GG1 je řada aerodynamiky tvarovaných elektrických lokomotiv, které si v letech 1934–1943 nechala v počtu 139 kusů vyrobit železniční společnost Pennsylvania Railroad (PRR). Lokomotivy postavila společnost General Electric společně s železničním průmyslovým komplexem PRR v Altooně v Pensylvánii. Lokomotivy byly oceňovány pro svůj výrazný art deco design, vysoký výkon, maximální rychlost 100 mil za hodinu (160 km/h) a spolehlivost. Staly se jednou z nejznámějších a nejslavnějších lokomotiv Ameriky.
Lokomotivy byly nasazovány od roku 1935 v síti PRR, po jejím zániku pak v následujících společnostech Penn Central, Conrail a Amtrak. Poslední kusy dosloužily v příměstské dopravě u New Jersey Transit v roce 1983. Lokomotivy bylo používány nejprve pro dlouhé osobní vlaky delší než 14 vagónů, pro které vyrobeny. Po výrazném poklesu poptávky po osobní železniční dopravě 50. letech 20. století byly používány i v nákladní železniční dopravě. Zachovalo se 16 kusů, žádný z nich však není v provozním stavu.

## Technické údaje
Délka 24,23 m, hmotnost 216 tun.
Kabina pro strojvedoucího byla situována do středu lokomotivy, a to především kvůli bezpečnosti strojvedoucího.
- Řazení náprav: 2-C+C-2
- Pracovní napětí 11 000 V, 25 Hz.
- Výkon 4620 koňských sil, (385 na motor)
- Max. rychlost 160 km/h
- Hmotnost 215 000 kg

## Zajímavost
GG1 společnosti PRR byla vybrána, aby v roce 1945 vedla pohřební vlak, který převážel prezidenta Franklina Delana Roosevelta z washingtonského nádraží Union Station na newyorské Pensylvánské nádraží. Dvě lokomotivy GG1 téže společnosti vedly 8. června 1968 pohřební vlak převážející tělo Roberta Kennedyho z New Yorku do Washingtonu.